# まんがキッドボックス
まんがキッドボックスは、1971年10月から1980年9月まで東京12チャンネル（現：テレビ東京）で放送されたテレビアニメの再放送枠。
明治製菓（現：Meiji Seika ファルマ）の一社提供で、提供コメントは「この番組はよい子のお友達、明治製菓がお送り致します（致しました）。」だった。

## 概要
直後に放送される『マンガのくに』同様、海外アニメを再放送する枠。毎週金曜日の放送には、「おもちゃの家」が当たる懸賞を行っていた。
冒頭とラストには進行役の人形が登場、後期には、当時「明治ミルクチョコレート」のCMキャラクターに起用されていたゴリラ人形が登場した。
番組は9年続いたが、1980年秋の改編で、1977年4月以来続いた18:45 - 19:15枠を廃止し、同年3月で終了した『マンガのくに』を国産アニメ再放送枠として復活させるため、幕を下ろした。

## 放送時間
| 期間    | 期間    | 放送時間（日本時間）              | 備考 |
| ------- | ------- | --------------------------------- | --- |
| 1971.10 | 1972.03 | 月曜 - 金曜 18:25 - 18:40（15分） | |
| 1972.04 | 1977.03 | 月曜 - 金曜 18:27 - 18:45（18分） | 18:40 - 18:45の再放送枠廃止で繰り上げ。 最後の18:42 - 18:45は「セレクトコーナー」と呼ばれるガイド枠となり、以後最後まで存在した。 |
| 1977.04 | 1980.03 | 月曜 - 金曜 18:26 - 18:45（19分） | |

## 主な作品
- 「まんが探偵局 ディック・トレーシー」
- 「珍犬ハックル」
- 「クマゴロー」
- 「キャプテン・ブリープ」
- 「ウルトラわんちゃん」
- 「ゴー・ゴー・インディアン」
- 「アイアンマン」
- 「もうれつバット君」
- 「突撃キャット君」
- 「突貫カメ君」
- 「ロード・ランナーとワイリー・コヨーテ」 - ルーニー・テューンズの短編作品

ほか

## 主題歌
- 明治まんがキッドボックスの歌
  - 歌 -
  - このオープニング・エンディングの映像と音声は、「続・明治製菓CMコレクション DVD-BOX」に収録されている。